# Herzwerk II
Herzwerk II (с нем. — «Работа сердца») — четвёртый студийный альбом группы Megaherz, выпущенный в 2002 году.

## Об альбоме
Herzwerk II — последний альбом Megaherz, записанный с Александром Вессельски. Позднее Алекс покинул группу. Тексты песен рассказывают о тяжёлой работе сердца, о его страсти, желаниях и мучениях.

## Список композиций
| Название композиции                                         | Длительность композиции |
| ----------------------------------------------------------- | ----------------------- |
| Herzblut (Кровь Сердца)                                     | 05:20                   |
| Glas und Tränen (Стекло и слёзы)                            | 03:55                   |
| I.M. Rumpelstilzchen (Социальный работник Румпельштильцхен) | 04:30                   |
| 5. März (Пятое марта)                                       | 04:18                   |
| Flesh for Fantasy (Тело мечты)                              | 05:26                   |
| Hand auf’s Herz (Рука на сердце)                            | 04:00                   |
| Zu Den Sternen (К звёздам)                                  | 05:14                   |
| Heute schon gelebt? (Сегодня ты жил?)                       | 03:50                   |
| Licht II* (Свет)                                            | 02:09                   |
| An Deinem Grab (У твоей могилы)                             | 06:58                   |
| Perfekte Droge (Идеальный наркотик)                         | 04:29                   |
| Spiel Nicht… (Не играй…)                                    | 04:43                   |
| Gold (Золото)                                               | 04:11                   |
| Es Brennt (Горит)                                           | 04:04                   |

- Песня «Licht II» является продолжением песни «Licht» из дебютного альбома Megaherz.
- Песня «Flesh for Fantasy» является кавером одноимённой песни рок-музыканта Billy Idol.
- Изначально песня «Es Brennt» не входила в основной альбом, хоть и была записана во время работы над ним. Композицию всё же включили в переиздание Herzwerk II в 2008 году.